# Notte magica - A Tribute to the Three Tenors
Notte Magica - A Tribute To The Three Tenors es el quinto álbum en directo del trío italiano Il Volo. Fue lanzado al mercado mundialmente el 30 de setiembre de 2016 por el sello Sony Masterworks. El concierto, grabado en Florencia el 1 de julio de 2016, es un homenaje a los Tres Tenores y cuenta con la participación del mismo Plácido Domingo, que dirigió la orquesta y cantó a dúo con el grupo.

## Lista de canciones

### Edición estándar
| N.º | Título                                         | Escritor(es)                                                                   | Duración |  |
| 1.  | «Turandot: Nessun dorma»                       | Giacomo Puccini, Giuseppe Adami, Renato Simoni                                 | 3:32     |  |
| 2.  | «Granada»                                      | Agustín Lara                                                                   | 4:28     |  |
| 3.  | «Mattinata»                                    | Ruggero Leoncavallo                                                            | 2:40     |  |
| 4.  | «L'elisir d'amore: Una furtiva lágrima»        | Gaetano Donizetti, Felice Romani                                               | 4:35     |  |
| 5.  | «La danza»                                     | Gioachino Rossini, Carlo Pepoli                                                | 3:37     |  |
| 6.  | «Tosca: E lucevan le stelle»                   | Giacomo Puccini, Giuseppe Giacosa, Luigi Illica                                | 3:09     |  |
| 7.  | «Torna a Surriento»                            | Ernesto De Curtis, Giambattista De Curtis                                      | 3:48     |  |
| 8.  | «Core 'ngrato»                                 | Alessandro Sisca, Salvatore Cardillo                                           | 3:00     |  |
| 9.  | «'O paese d' 'o sole»                          | Vincenzo D'Annibale, Libero Bovio                                              | 3:33     |  |
| 10. | «Maria»                                        | Leonard Bernstein, Stephen Sondheim                                            | 3:15     |  |
| 11. | «My Way»                                       | Claude François, Paul Anka, Jacques Revaux                                     | 3:54     |  |
| 12. | «Tonight»                                      | Leonard Bernstein, Stephen Sondheim                                            | 2:46     |  |
| 13. | «'O surdato 'nnammurato»                       | Aniello Califano, Enrico Cannio                                                | 2:05     |  |
| 14. | «Mamma»                                        | Cesare Andrea Bixio, Bixio Cherubini                                           | 3:42     |  |
| 15. | «Cielito lindo»                                | Quirino Mendoza y Cortés                                                       | 2:42     |  |
| 16. | «En Aranjuez con tu amor»                      | Joaquín Rodrigo                                                                | 3:37     |  |
| 17. | «La tabernera del puerto: No puede ser»        | Federico Romero Sarachaga, Guillermo Fernández-Shaw Iturralde, Pablo Sorozábal | 2:48     |  |
| 18. | «Non ti scordar di me» (feat Plácido Domingo)  | Domenico Furnò, Ernesto De Curtis                                              | 3:31     |  |
| 19. | «'O sole mio»                                  | Giovanni Capurro, Eduardo di Capua, Alfredo Mazzucchi                          | 4:05     |  |
| 20. | «La traviata: Libiamo ne' lieti calici»        | Giuseppe Verdi, Francesco Maria Piave                                          | 3:22     |  |
| 21. | «Ave Maria, Mater Misericordiae» (bonus track) | Romano Musumarra, Giorgio Flavio Pintus                                        | 3:26     |  |
| 22. | «Adeste Fideles» (bonus track)                 | John Francis Wade                                                              | 3:15     |  |

### Edición deluxe
| CD 1 |                                         |                                                 |          |  |
| N.º  | Título                                  | Escritor(es)                                    | Duración |  |
| 1.   | «La forza del destino: sinfonia»        | Giuseppe Verdi                                  | 8:04     |  |
| 2.   | «Turandot: Nessun dorma»                | Giacomo Puccini, Giuseppe Adami, Renato Simoni  | 3:32     |  |
| 3.   | «Granada»                               | Agustín Lara                                    | 4:28     |  |
| 4.   | «Mattinata»                             | Ruggero Leoncavallo                             | 2:40     |  |
| 5.   | «L'elisir d'amore: Una furtiva lágrima» | Gaetano Donizetti, Felice Romani                | 4:35     |  |
| 6.   | «La danza»                              | Gioachino Rossini, Carlo Pepoli                 | 3:37     |  |
| 7.   | «Tosca: E lucevan le stelle»            | Giacomo Puccini, Giuseppe Giacosa, Luigi Illica | 3:09     |  |
| 8.   | «Torna a Surriento»                     | Ernesto De Curtis, Giambattista De Curtis       | 3:48     |  |
| 9.   | «Manon Lescaut: intermezzo»             | Giacomo Puccini                                 | 5:24     |  |
| 10.  | «Core 'ngrato»                          | Alessandro Sisca, Salvatore Cardillo            | 3:00     |  |
| 11.  | «'O paese d' 'o sole»                   | Vincenzo D'Annibale, Libero Bovio               | 3:33     |  |
| 12.  | «Maria»                                 | Leonard Bernstein, Stephen Sondheim             | 3:15     |  |
| 13.  | «My Way»                                | Claude François, Paul Anka, Jacques Revaux      | 3:54     |  |
| 14.  | «Tonight»                               | Leonard Bernstein, Stephen Sondheim             | 2:46     |  |

| CD 2 |                                                |                                                                                |          |  |
| N.º  | Título                                         | Escritor(es)                                                                   | Duración |  |
| 1.   | «'O surdato 'nnammurato»                       | Aniello Califano, Enrico Cannio                                                | 2:05     |  |
| 2.   | «Mamma»                                        | Cesare Andrea Bixio, Bixio Cherubini                                           | 3:42     |  |
| 3.   | «Cavalleria rusticana: intermezzo»             | Pietro Mascagni                                                                | 3:47     |  |
| 4.   | «Cielito lindo»                                | Quirino Mendoza y Cortés                                                       | 2:42     |  |
| 5.   | «En Aranjuez con tu amor»                      | Joaquín Rodrigo                                                                | 3:37     |  |
| 6.   | «La tabernera del puerto: No puede ser»        | Federico Romero Sarachaga, Guillermo Fernández-Shaw Iturralde, Pablo Sorozábal | 2:48     |  |
| 7.   | «Non ti scordar di me» (feat Plácido Domingo)  | Domenico Furnò, Ernesto De Curtis                                              | 3:31     |  |
| 8.   | «'O sole mio»                                  | Giovanni Capurro, Eduardo di Capua, Alfredo Mazzucchi                          | 4:05     |  |
| 9.   | «La traviata: Libiamo ne' lieti calici»        | Giuseppe Verdi, Francesco Maria Piave                                          | 3:22     |  |
| 10.  | «Ave Maria, Mater Misericordiae» (bonus track) | Romano Musumarra, Giorgio Flavio Pintus                                        | 3:26     |  |
| 11.  | «Adeste Fideles» (bonus track)                 | John Francis Wade                                                              | 3:15     |  |

DVD
1. The Concert Firenze July, 1st 2016
2. Notte Magica – Behind the Scenes
3. Il Volo @ Casa Museo Pavarotti (Luciano Pavarotti House Museum)

## Posicionamiento en las listas musicales
| País           | Chart                                                               | Lista                                | Mejor posición |
| -------------- | ------------------------------------------------------------------- | ------------------------------------ | -------------- |
| Alemania       | GfK Entertainment Charts                                            | Klassik-Charts                       | 7              |
| Argentina      | CAPIF                                                               | Ventas físicas mensual               | 6              |
| Australia      | Australian Recording Industry Association                           | Classical/Crossover Albums Chart     | 4              |
| Austria        | Ö3 Austria Top 40                                                   | Ö3 Austria Top 40                    | 33             |
| Corea del Sur  | Asociación de la Industria de Contenidos Musicales de Corea del Sur | Gaon Album Chart                     | 61             |
| Corea del Sur  | Asociación de la Industria de Contenidos Musicales de Corea del Sur | Gaon International Album Chart       | 7              |
| España         | PROMUSICAE                                                          | Top 100 Álbumes                      | 20             |
| Estados Unidos | Billboard                                                           | Classical Albums                     | 1              |
| Estados Unidos | Billboard                                                           | Billboard 200                        | 186            |
| Estados Unidos | Billboard                                                           | Top Album Sales                      | 58             |
| Estados Unidos | Billboard                                                           | Top Internet Albums                  | 16             |
| Italia         | FIMI                                                                | Top 100 Album                        | 2              |
| México         | AMPROFON                                                            | Top 100 México                       | 9              |
| Polonia        | ZPAV                                                                | Oficjalna Lista Sprzedaży            | 35             |
| Reino Unido    | Official Charts                                                     | Classical Artist Albums Chart Top 50 | 16             |
| Suiza          | Schweizer Hitparade                                                 | Alben Top 100                        | 33             |

## Certificaciones
| País   | Organismo certificador | Certificación | Ventas certificadas | Ref.   |
| ------ | ---------------------- | ------------- | ------------------- | ------ |
| Italia | FIMI                   | Platino       | 50 000              | [ 17 ] |